# Patrocínio Paulista
Patrocínio Paulista é um município brasileiro do estado de São Paulo. Sua população, conforme estimativas do IBGE de 2020, era de 14 807 habitantes.

## História
A origem de Patrocínio Paulista teve lugar nas descobertas de diamantes nos ribeirões da região e na chegada de pioneiros oriundos de Minas Gerais que se dedicavam à pecuária e ao plantio de café. A Freguesia de Patrocínio do Sapucaí foi criada pela Lei nº 17 de 30 de março de 1874. O patrimônio da Matriz foi doado pela família Monteiro de Araújo.
O município foi criado pela Lei nº 23 de 10 de março de 1885 e instalado a 28 de janeiro de 1888, desmembrado do município de Franca. A Lei nº 233 de 24 de dezembro de 1948, alterou o nome para Patrocínio Paulista.
A Lei nº 233 de 24 de dezembro de 1948 desmembrou parte do território de Patrocínio Paulista criando o município de Itirapuã.

## Geografia
Localiza-se a uma latitude 20º38'22" sul e a uma longitude 47º16'54" oeste, estando a uma altitude de 743 metros.

### Clima
O clima de Patrocínio Paulista é o tropical de altitude, ou CWB (temperado com estação seca no inverno), com estações bem definidas. O verão é tipicamente quente e úmido, entretanto com a persistência da chuva por vários dias (o que é bastante comum), a temperatura tende a cair, e se estabilizar em níveis agradáveis. O inverno é mais seco e de temperaturas amenas. Normalmente as ondas de frio duram alguns dias apenas, intercalados por dias mais quentes e secos, isso ocorre porque as massas de ar seco e frio que vêm logo atrás da frente fria tendem a esquentar sobre a região, formando assim uma área de alta pressão,  que impede a penetração de umidade; esse bloqueio atmosférico provoca quedas na umidade relativa do ar, às vezes críticas — há registros de quedas até 14%[carece de fontes?]. Geadas podem ocorrer de maio a setembro, sendo mais comuns em julho e mais fortes em agosto, quando a temperatura pode chegar a 6°C nas madrugadas.

### Rodovias
- SP-345

## Demografia

#### Dados do Censo - 2000
População total: 11.416
- Urbana: 8.606
- Rural: 2.810
- Homens: 5.846
- Mulheres: 5.570

Densidade demográfica (hab./km²): 19,02
Mortalidade infantil até 1 ano (por mil): 7,55
Expectativa de vida (anos): 76,45
Taxa de fecundidade (filhos por mulher): 2,35
Taxa de alfabetização: 90,33%
Índice de Desenvolvimento Humano (IDH-M): 0,809
- IDH-M Renda: 0,704
- IDH-M Longevidade: 0,857
- IDH-M Educação: 0,867

(Fonte: IPEADATA)

## Política e administração
- Prefeito: José Mauro Barcellos (2021/2024)
- Vice-prefeito: Ricardo Rocha
- Presidente da câmara: Carlos Adriano Chinelo (2022/2023)

## Infraestrutura

### Comunicações
O sistema de telefones automáticos foi inaugurado na cidade em 1979 pela Telecomunicações de São Paulo (TELESP), que também implantou o sistema de discagem direta à distância (DDD) em 1982 com o código de área (016), para padronização com o sistema telefônico das regiões de Ribeirão Preto e Franca.
A Tecnologia GPON da VIVO que é internet ultra rápida por fibra óptica já chegou em Franca, área de concessão da Algar Telecom, porém em Patrocínio Paulista ainda está longe de ser implantada.

## Cultura e lazer

### Eventos
O município oferece poucas opções de lazer. Além de algumas quadras esportivas, anualmente realizam-se três "grandes" eventos: a Caça ao Tesouro, a Festa do Peão e o Campeonato Municipal de Futsal.
- Caça ao Tesouro: é realizada anualmente sempre no sábado da semana do aniversário da cidade, 10 de março, e é organizado pela prefeitura. Consiste em várias equipes correndo por toda a cidade, desvendando pistas com assuntos acerca do município, até chegarem à última pista que leva ao tesouro. O tesouro, como se espera, é um prêmio em dinheiro, sendo premiadas as 5 primeiras equipes.
- Festa do Peão: como o nome sugere, a festa é um torneio de montaria em touros e cavalos, com shows no fim de cada sessão. É realizada sempre no mês de julho.
- Torneio Municipal de Futsal: o torneio reúne equipes de todo o município, formadas por habitantes locais, disputando entre si nas formas estabelecidas pela competição até chegar ao título. O torneio é realizado no ginásio de Esportes Diamantão sempre no início do ano, com duração de cerca de um mês.

## Filhos ilustres
- Estêvão Marcolino de Figueiredo, político.
- Jorge Faleiros, poeta.
- Matheus Facho Inocêncio, atleta.
- Sebastião Flávio da Silva, desembargador

## Religião
O Cristianismo se faz presente na cidade da seguinte forma:

### Igreja Católica
| Diocese           | Paróquia                    |
| ----------------- | --------------------------- |
| Diocese de Franca | Nossa Senhora do Patrocínio |

A Paróquia Nossa Senhora do Patrocínio foi criada no ano de 1875.

### Igrejas Evangélicas
Entre as igrejas protestantes históricas, pentecostais e neopentecostais, encontram-se na cidade:
- Assembleia de Deus Ministério do Belém.[12][13]
- Congregação Cristã no Brasil.[14]